# نيكوس سبيروبولوس
نيكوس سبيروبولوس (باليونانية: Νίκος Σπυρόπουλος) ، من مواليد 10 أكتوبر 1983 في أثينا في اليونان ، لاعب كرة قدم يوناني.
يلعب مع نادي باناثينايكوس منذ عام 2008.
بدأ باللعب مع منتخب اليونان لكرة القدم في عام 2007.

## مسيرته الكروية
لعب نيكوس سبيروبولوس خلال مسيرته الاحترافية مع 5 أندية في ستة عشر موسمًا وسجل خلالها 3 أهداف ضمن 237 مباراة. حيث فاز في موسم واحد بالكأس وفي موسم واحد بالدوري.
خاض نيكوس سبيروبولوس مسيرته مع نادي باس جيانينا في موسم 2001–02 واستمر معه طيلة ثلاثة مواسم، مشاركًا في 33 مباراة سجل خلالها هدفًا واحدًا. ثم انتقل إلى نادي بانيونيوس في موسم 2004–05 ليلعب معه أربعة مواسم، حيث شارك في 68 مباراة سجل خلالها هدفًا واحدًا أيضًا. لينتقل بعدها إلى نادي باناثينايكوس في موسم 2007–08 ليلعب معه ستة مواسم، مشاركًا في 117 مباراة سجل خلالها هدفًا واحدًا أيضًا. ثم انتقل إلى نادي كييفو فيرونا في موسم 2012–13 لمدة موسم واحد، مشاركًا في مباراتين ولم يسجل أي هدف. هذا وانتقل لاحقًا إلى نادي باوك في موسم 2013–14 ولمدة موسمين، مشاركًا في 17 مباراة ولم يسجل أي هدف أيضًا.

## روابط خارجية
- نيكوس سبيروبولوس على موقع الاتحاد الدولي (مؤرشف)  (الإنجليزية)
- نيكوس سبيروبولوس على موقع الاتحاد الأوربي (الإنجليزية)
- نيكوس سبيروبولوس على موقع قاعدة بيانات كرة القدم.إي يو (الإنجليزية)
- نيكوس سبيروبولوس على موقع ناشيونال فوتبول تيمز (الإنجليزية)
- نيكوس سبيروبولوس على موقع Soccerway.com (الإنجليزية)
- نيكوس سبيروبولوس على موقع عالم كرة القدم.نت (الإنجليزية)
- نيكوس سبيروبولوس على موقع كووورة
- نيكوس سبيروبولوس على موقع AS.com (الإسبانية)